# Enneapterygius pusillus
Enneapterygius pusillus és una espècie de peix de la família dels tripterígids i de l'ordre dels perciformes.
Els adults poden assolir 2,5 cm de longitud total. És un peix marí de clima tropical que viu entre 3-20 m de fondària. Es troba des de la Mar Roja fins al nord de KwaZulu-Natal (Sud-àfrica) i l'Índia.